# Szabadtéri atlétikai világbajnokság
Ha az aktuális atlétikai világbajnokságról szeretnél többet tudni, lásd: 2023-as atlétikai világbajnokság
A szabadtéri atlétikai világbajnokság a Nemzetközi Atlétikai Szövetség (WA) által szervezett, kétévente megrendezésre kerülő nemzetközi atlétikaverseny. Az első világbajnokságot 1983-ban rendezték, 1993 óta kétévente kerül sor az eseményre.
A világbajnokságra 2023-ban került sor Budapesten.

## Versenyszámok
Az első világbajnokságon 41 versenyszámot rendeztek.
Síkfutásban a férfiaknál 100, 200, 400, 800, 1500, 5000, 10 000 méteres, a nőknél 100, 200, 400, 800, 1500, 3000 méteres távokat, illetve a férfiaknál és a nőknél is egyaránt 4x100 méter és 4x400 méter váltófutást is rendeztek. A férfiaknál 3000 méteres akadályfutás versenyszám is volt. Gátfutásban a férfiaknál a 110 és 400 méteres, a nőknél a 100 és 400 méteres távok szerepeltek a programban. Gyaloglásban csak a férfiaknál rendeztek versenyeket, 20 és 50 km-es távokon. Maratonfutásban a férfiak és nők számára is rendeztek versenyt.
Az ügyességi számokban a férfiaknál és a nőknél is már az első világbajnokságon szerepelt a súlylökés, magasugrás, távolugrás, gerelyhajítás és a diszkoszvetés. Csak a férfiaknál rendeztek azonban hármasugrás, rúdugrás, és kalapácsvetés versenyszámokat. Összetett versenyként a férfiaknál a tízpróba, a nőknél a hétpróba szerepelt a programban.
- 1987-ben a programba került a női 10000 m-es síkfutás, és a női 20 km-es gyaloglás.
- Az 1993-as világbajnokságon női hármasugrásban is már világbajnokot avattak.
- 1995-től a női 3000 m-es síkfutást felváltotta az 5000 méteres táv.
- 1999-ben a női kalapácsvetés és a rúdugrás is bekerült a programba. A női 20 km-es gyaloglást rövidebb, 10 km-es táv váltotta fel.
- 2005-ös világbajnokságon egy újabb versenyszám, a női 3000 m-es akadályfutás került a versenyszámok közé.
- 2017-ben a női 50 km-es gyaloglás is bekerült a programba.
- 2019-től 4 × 400 m-es vegyes váltóban is már világbajnokokat avatnak..
- 2022-ben a női és férfi 50 km-es gyaloglást rövidebb, 35 km-es táv váltotta fel.

Jelenleg összesen 49 versenyszámot rendeznek a világbajnokságon.

## Helyszínek
| Év   | Dátum                           | Város     | Ország             | Helyszín                       | Kapacitás | Verseny- számok | Nemzetek | Versenyzők |
| ---- | ------------------------------- | --------- | ------------------ | ------------------------------ | --------- | --------------- | -------- | ---------- |
| 1983 | augusztus 7. – augusztus 14.    | Helsinki  | Finnország         | Olimpiai Stadion               | 50 000 fő | 41              | 153      | 1333       |
| 1987 | augusztus 28. – szeptember 6.   | Róma      | Olaszország        | Olimpiai Stadion               | 60 000 fő | 43              | 156      | 1419       |
| 1991 | augusztus 23. – szeptember 1.   | Tokió     | Japán              | Olimpiai Stadion               | 48 000 fő | 43              | 162      | 1491       |
| 1993 | augusztus 13. – augusztus 22.   | Stuttgart | Németország        | MHPArena                       | 70 000 fő | 44              | 187      | 1630       |
| 1995 | augusztus 5. – augusztus 13.    | Göteborg  | Svédország         | Ullevi Stadion                 | 42 000 fő | 44              | 190      | 1755       |
| 1997 | augusztus 1. – augusztus 10.    | Athén     | Görögország        | Olimpiai Stadion               | 75 000 fő | 44              | 197      | 1785       |
| 1999 | augusztus 20. – augusztus 29.   | Sevilla   | Spanyolország      | Estadio Olímpico de la Cartuja | 70 000 fő | 46              | 200      | 1750       |
| 2001 | augusztus 3. – augusztus 12.    | Edmonton  | Kanada             | Commonwealth Stadium           | 60 000 fő | 46              | 189      | 1677       |
| 2003 | augusztus 23. – augusztus 31.   | Párizs    | Franciaország      | Stade de France                | 78 000 fő | 46              | 198      | 1679       |
| 2005 | augusztus 6. – augusztus 14.    | Helsinki  | Finnország         | Olimpiai Stadion               | 45 000 fő | 47              | 191      | 1688       |
| 2007 | augusztus 24. – szeptember 2.   | Oszaka    | Japán              | Nagai Stadion                  | 45 000 fő | 47              | 197      | 1800       |
| 2009 | augusztus 15. – augusztus 23.   | Berlin    | Németország        | Olimpiai Stadion               | 74 000 fő | 47              | 200      | 1895       |
| 2011 | augusztus 27. – szeptember 4.   | Tegu      | Dél-Korea          | Tegu Stadion                   | 65 000 fő | 47              | 199      | 1742       |
| 2013 | augusztus 10. – augusztus 18.   | Moszkva   | Oroszország        | Luzsnyiki Stadion              | 78 000 fő | 47              | 203      | 1784       |
| 2015 | augusztus 22. – augusztus 30.   | Peking    | Kína               | Pekingi Nemzeti Stadion        | 80 000 fő | 47              | 205      | 1771       |
| 2017 | augusztus 4. – augusztus 13.    | London    | Egyesült Királyság | London Stadion                 | 60 000 fő | 48              | 199      | 2036       |
| 2019 | szeptember 27. – október 6.     | Doha      | Katar              | Kalifa Nemzetközi Stadion      | 48 000 fő | 49              | 206      | 1772       |
| 2022 | július 15. – július 24.         | Eugene    | Egyesült Államok   | Hayward Field                  | 25 000 fő | 49              | 180      | 1972       |
| 2023 | augusztus 19. – augusztus 27.   | Budapest  | Magyarország       | Nemzeti Atlétikai Központ      | 36 000 fő | 49              | 202      | 2187       |
| 2025 | szeptember 13. – szeptember 21. | Tokió     | Japán              | Olimpiai Stadion               | 68 000 fő |                 |          |            |
| 2027 | szeptember 11. – szeptember 19. | Peking    | Kína               | Pekingi Nemzeti Stadion        | 80 000 fő |                 |          |            |

## Magyar szereplés a világbajnokságokon
| Év       | Helyezés az éremtáblázaton | Arany | Ezüst | Bronz | Összesen | Versenyzők | Versenyzők | Versenyzők |
| Év       | Helyezés az éremtáblázaton | Arany | Ezüst | Bronz | Összesen | Férfi      | Nő         | Össz.      |
| -------- | -------------------------- | ----- | ----- | ----- | -------- | ---------- | ---------- | ---------- |
| 2025     |                            |       |       |       |          |            |            |            |
| 2023     | 39.                        | 0     | 0     | 1     | 1        | 29         | 34         | 63         |
| 2022     | helyezetlen                | 0     | 0     | 0     | 0        | 1          | 1          | 2          |
| 2019     | 31.                        | 0     | 0     | 1     | 1        | 7          | 9          | 16         |
| 2017     | 28.                        | 0     | 1     | 1     | 2        | 6          | 10         | 16         |
| 2015     | helyezetlen                | 0     | 0     | 0     | 0        | 5          | 7          | 12         |
| 2013     | 26.                        | 0     | 1     | 0     | 1        | 6          | 5          | 11         |
| 2011     | 21.                        | 0     | 1     | 0     | 1        | 7          | 5          | 12         |
| 2009     | helyezetlen                | 0     | 0     | 0     | 0        | 7          | 4          | 11         |
| 2007     | helyezetlen                | 0     | 0     | 0     | 0        | 7          | 4          | 11         |
| 2005     | 33.                        | 0     | 0     | 1     | 1        | 8          | 8          | 16         |
| 2003     | 26.                        | 0     | 2     | 0     | 2        | 14         | 7          | 21         |
| 2001     | helyezetlen                | 0     | 0     | 0     | 0        | 9          | 4          | 13         |
| 1999     | 29.                        | 0     | 1     | 0     | 1        | 18         | 10         | 28         |
| 1997     | helyezetlen                | 0     | 0     | 0     | 0        | 17         | 10         | 27         |
| 1995     | 36.                        | 0     | 0     | 2     | 2        | 11         | 7          | 18         |
| 1993     | 29.                        | 0     | 0     | 1     | 1        | 13         | 10         | 23         |
| 1991     | 18.                        | 0     | 1     | 1     | 2        | 13         | 11         | 24         |
| 1987     | helyezetlen                | 0     | 0     | 0     | 0        | 10         | 6          | 16         |
| 1983     | helyezetlen                | 0     | 0     | 0     | 0        | 16         | 8          | 24         |
| Összesen | Összesen                   | 0     | 7     | 7     | 14       | 175        | 126        | 301        |